# Semplicemente Fiorella
Semplicemente Fiorella è un programma televisivo italiano di genere musicale trasmesso su Rai 1 dal 2024, in onda in prima serata. Il 18 luglio 2025 viene trasmessa in prima serata una replica.

## Descrizione
Il programma consiste in un concerto-evento che celebra i settant'anni di Fiorella Mannoia, compiuti il 4 aprile 2024. Si tratta di una serata caratterizzata da canzoni e ospiti per omaggiare la cantante. Il concerto si svolge a Roma, presso le Terme di Caracalla, dove si esibiscono i seguenti ospiti:
- Carlo Conti
- Francesco Gabbani
- Luciano Ligabue
- Claudio Baglioni
- Giorgia
- Ornella Vanoni
- Gigi D'Alessio
- Rocco Hunt
- Ron
- Frankie hi-nrg mc
- Luca Barbarossa
- Enrico Ruggeri
- Amara
- Ermal Meta
- Danilo Rea
- Giorgio Panariello
- Paola Turci
- Elodie
- Alessandra Amoroso
- Noemi
- Tosca
- Edoardo Leo

### Esibizioni
| Canzone                          | Duetto                         |
| -------------------------------- | ------------------------------ |
| Mariposa                         | -                              |
| Caffè nero bollente              | -                              |
| Un bimbo sul leone               | Francesco Gabbani              |
| Amore bello                      | Claudio Baglioni               |
| L'amore si odia                  | Noemi                          |
| Combattente                      | Paola Turci                    |
| Nessuna conseguenza              | Elodie                         |
| Chissà se lo sai                 | Ron                            |
| Io che amo solo te               | Ornella Vanoni                 |
| Metti in circolo il tuo amore    | Luciano Ligabue                |
| Sally                            | -                              |
| L'ammore                         | Gigi D'Alessio                 |
| Margherita                       | Danilo Rea                     |
| Che sia benedetta                | Amara                          |
| In viaggio                       | Alessandra Amoroso             |
| Come si cambia                   | -                              |
| Quello che le donne non dicono   | Enrico Ruggeri                 |
| Sulo pe' parla'                  | Rocco Hunt                     |
| Mio fratello che guardi il mondo | Natty Fred                     |
| Non è un film                    | Frankie hi-nrg mc e Natty Fred |
| Roma è de tutti                  | Luca Barbarossa                |
| I dubbi dell'amore               | Enrico Ruggeri                 |
| La storia                        | -                              |
| Il cielo d'Irlanda               | -                              |

## Storia
La prima messa in onda avviene l'8 settembre 2024, quando viene trasmesso il meglio di due concerti che Fiorella Mannoia ha tenuto a Roma il 3 e 4 giugno precedenti. La regia del concerto è affidata a Stefano Mignucci.
Dopo i risultati della prima edizione, è stato annunciato il ritorno in prima serata della serata-evento per il settembre 2025, ambientata sempre nelle Terme di Caracalla in Roma. Gli ospiti previsti sono Antonello Venditti, Alessandro Siani, Antonia, Ariete, Arisa, Giuseppe Fiorello, Brunori Sas, Diodato, Fabrizio Moro, Francesca Michielin, Giorgio Panariello, Il Volo, Loredana Bertè, Michele Bravi, Nek, Raf, Rose Villain, Sal Da Vinci, Sangiovanni, Serena Brancale e i Tiromancino.